# Medicago difalcata
Medicago difalcata là một loài thực vật có hoa trong họ Đậu. Loài này được Sinskaya miêu tả khoa học đầu tiên.